# Henri Pyt
Henri Pyt (1796-1835) est un prédicateur chrétien baptiste suisse du Réveil protestant francophone décédé à 39 ans. Malgré la brièveté de son ministère, il exerce une influence déterminante dans plusieurs régions où sa prédication touche de nombreuses personnes, particulièrement à Genève, puis dans le Nord de la France, en Eure-et-Loir, au Pays basque et à Paris.

## Biographie

### Jeunesse
Henri Pyt naît le 5 avril 1796, à Sainte-Croix dans le foyer d’un horloger. Son père s’étant installé à Genève, le jeune Henri aura une bonne éducation : il suit un cursus secondaire au collège qui le mène tout droit à l'Académie pour étudier la théologie. Devenu orphelin, le jeune Henri Pyt acquiert très tôt une foi ardente. Pendant ses études, il est en contact avec un conventicule des frères Moraves, puis assiste avec quelques camarades d’étude aux réunions organisées par les Anglais qui prêchent le Réveil dans la cité de Calvin, d’abord Richard Wilcox, puis Robert Haldane. À leur contact, il devient un homme du Réveil. À partir de 1802, un groupe d’étudiants en théologie participe à des réunions moraves animées par l’instituteur Jean-Pierre Bost ; parmi eux certaines des futures personnalités du Réveil comme Émile Guers, Henri-Louis Empeytaz ou Jean-Guillaume Gonthier. Henry Pyt se joint à eux ultérieurement.
En 1812, Émile Guers, Henri-Louis Empeytaz et Henri Pyt, le benjamin dont la force des convictions compense le jeune âge, fondent la « Société des Amis » afin de promouvoir un « renouveau spirituel » dans les familles et dans la société genevoise. Lors de ses réunions, ce groupe étudie l’Imitation de Jésus-Christ, le catéchisme de Heidelberg ou les sermons du pasteur montbéliardais Jean-Frédéric Nardin, lui-même disciple de Spener.

### Débuts comme évangéliste
Mais, en 1817, un règlement ecclésiastique est adopté par la "vénérable compagnie des pasteurs de Genève" afin d’empêcher les partisans du Réveil de subvertir l’église nationale ; ce règlement exige de tout nouveau pasteur qu’il s’engage à ne prêcher ni sur la divinité de Jésus-Christ, ni sur le péché, ni sur la grâce ! Henri Pyt, qui était en fin de deuxième année, décide alors d’arrêter ses études et de commencer à travailler comme évangéliste, ce qui est sa véritable vocation. En août 1817, il est appelé avec Jean-Guillaume Gonthier et Pierre Méjanel comme « conducteur spirituel » par la petite église libre genevoise du Bourg-de-Four.
Le 5 juin 1818, il épouse une Genevoise, Jeanne Bost, issue d’une famille « réveillée » qui va l’aider efficacement dans son apostolat. Le même mois, il accepte l’appel de la communauté protestante de Saverdun, dans l'Ariège, où il part s’installer avec son épouse qui désormais le seconde activement dans son ministère. Réalisant rapidement qu’il ne peut déployer son action d’évangélisation comme il l’entend, il se tourne rapidement vers la « Société Continentale » qui venait d'être créée à Genève par Henry Drummond, toujours soucieux d’une évangélisation efficace. Il devient alors agent de cette société, emploi qu’il conservera jusqu’à sa mort. Il commence sa nouvelle carrière par de multiples tournées d'évangélisation en Ariège et alentours - il apprend sans hésiter l'occitan pour pouvoir parler à tout le monde - mais il va vite devoir quitter cette région.

### Mission dans le Nord
En juillet 1819, la Société Continentale décide de l’envoyer dans le Nord de la France, pour travailler à partir de Valenciennes à renforcer les réveils qui semblent pouvoir s’y manifester. La région comporte en effet un certain nombre de noyaux protestants, par exemple à Saulzoir, Quiévy, Caudry ou Nomain. Le cas de Nomain est remarquable puisqu’il s’agit a priori d’un groupe de villageois catholiques qui s’est tourné spontanément vers le protestantisme, à l’initiative d’un agriculteur nommé Louis Caulier qui avait commencé des études bibliques dans le village. Depuis 1810, ils ont épisodiquement reçu la visite de Jean de Visme (1760-1819), le vaillant pasteur réformé de Valenciennes, qui chevauche sans répit à travers les 5 départements français de sa sphère d’influence ! Même s’il leur avait remis quelques nouveaux testaments et quelques opuscules, de Visme n’avait pas eu le temps d’instruire ces néo-protestants. C’est donc Henri Pyt qui leur explique la doctrine du salut par la grâce, telle qu’il l’a découverte à Genève auprès de Robert Haldane. Et c’est un véritable réveil qui commence avec la naissance et le développement d’une œuvre de colportage, en particulier grâce à l’activité efficace de Jean-Baptiste Ladam (1789-1846), catholique natif de Nomain converti à la foi évangélique par Henri Pyt. C’est la première fois depuis bien longtemps que l’on a recours au colportage comme moyen d’évangélisation, et cela fera très largement école. À Valenciennes, Pyt prêche dans un salon bourgeois qui lui est ouvert par une dame pieuse, mais ce n’est pas là qu’il enregistre ses principaux succès : à Saulzoir, où il n’y a en théorie qu’une petite communauté protestante, il trouve une assemblée de 150 à 200 personnes, à Quiévy un groupe important également et environ 140 personnes à Nomain où la communauté s’est dotée dès 1811 d’un petit temple.

### Consécration et fondation de la communauté baptiste de Nomain
Après un an et demi passé dans le Nord, où il est devenu persona non grata car les autorités considèrent qu’il n’est ni français ni consacré par une église concordataire et donc non légitime, Henri Pyt est envoyé à Orléans. S’étant établi à Nomain au lieu de Valenciennes en 1820, il y laisse son épouse Jeanne pendant quelques mois, où elle exerce une influence personnelle forte sur la communauté. Engagée, comme son mari, dans le ministère d'enseignement biblique et évangélique, elle est sollicitée par la communauté pour obtenir les explications sur le baptisme. Après avoir essayé d’éludé la question dont elle sait qu’elle peut diviser, elle leur expliqua que les baptistes ne baptisent pas les enfants, mais seulement les croyants sur profession de foi, elle leur dit aussi que son mari et elle-même avaient été baptisés de cette façon. » Au retour d’Henri Pyt, à l’été 1820, il est mis au pied du mur par un groupe de paroissiens qui lui demande le baptême dans la rivière locale. Henri Pyt baptise et fonde par la même occasion la plus ancienne communauté baptiste française, car c’est ainsi que cette communauté va se dénommer désormais.

### Dans la Beauce
À Orléans, Pyt se heurte au pasteur de la paroisse réformée concordataire, en désaccord théologique complet avec le Réveil, qui le voit comme un concurrent. Non seulement il refuse de l’accueillir au temple réformé, mais encore il le dénonce à la préfecture et réussit à le faire interdire de tout exercice dans le Loiret ! Henri Pyt se consacre alors à une communauté protestante beauceronne à propos de laquelle il a été alerté car cette communauté protestante isolée est épuisée par un siècle et demi d’isolement, de persécutions, de manque d’enseignement. Elle est située à Guillonville en Eure-et-Loir, un département proche où il n’est pas interdit de prédication. Pendant sept mois, il va sillonner cette région à pied et rétablir cette Très vite, il fait venir avec l'aide de la Société continentale un jeune homme de Nomain, Ferdinand Caulier, pour l'assister. Celui-ci se lance dans le colportage biblique avec un succès certain. La communauté ainsi soignée renaît alors ; elle construira un temple au hameau de Gaubert en 1826 et adhérera à l’Union des Églises évangéliques libres au synode de 1852.

### Bayonne et le Sud-Ouest
Pour pouvoir exercer comme pasteur, Henri Pyt se rend en Angleterre en 1821 pour être consacré, ce qui ne sera jamais reconnu par l’église établie en France. Il est ensuite envoyé à Bayonne où il est accueilli à bras ouverts par les protestants de cette ville qui inaugurent précisément une chapelle, annexe de l’Église d’Orthez. Il fait la tournée des églises de la région, Bellocq, Orthez, Salies-de-Béarn, Sauveterre et d’autres villes dans le grand sud-ouest. De nombreux Espagnols résident à Bayonne et Pyt se préoccupe également d'évangéliser cette communauté et l’Espagne voisine. Avec son épouse Jeanne, il apprend l’espagnol et encourage le colportage évangélique. Il suscite une vocation d’un ancien prêtre espagnol, Juan Calderon, qui devient évangéliste en Espagne. Parmi les personnes qu’il suit, conseille et amène à la conversion se trouve un jeune homme d’Orthez, Eugène Casalis, qui, inspiré par l’exemple de Pyt, ressent la vocation missionnaire et deviendra au sein de la Société des missions évangéliques de Paris un missionnaire très important, fondateur de la mission évangélique française au Lesotho. Il travaille aussi à la diffusion du Nouveau Testament en langue basque mais se heurte à l’hostilité du clergé catholique qui fait brûler tous les exemplaires qui lui parviennent. Il lui faut aussi répondre aux attaques de l’évêque, inspirées par les jésuites, ce qu’il fit avec un tel succès que les deux « lettres aux protestants d’Orthez » furent finalement retirée de la vente par leurs auteurs, confondus par les réfutations de Pyt dans sa « Réponse à la seconde lettre de M. l'évêque de Bayonne », parue en 1826.

### Dernières années à Boulogne-sur-mer, Versailles et Paris
En 1830, Pyt est envoyé à Boulogne-sur-Mer où, mal reçu par les protestants comme par les catholiques, il œuvre surtout parmi les Anglais résidant à Boulogne.  Depuis Boulogne, il fait une tournée de trois mois en Irlande pour faire connaître et trouver du soutien pour la Société continentale. Il reste finalement peu de temps à Boulogne avant d’être appelé à ce qui sera son dernier poste, simultanément à Paris où il fait un travail d’évangéliste et d’organisateur, et à Versailles, où il devient pasteur de l’église libre. Il fait partie des prédicateurs de la chapelle Taitbout et se trouve engagé dans un grand nombre des sociétés protestantes qui sont lancées à Paris dans le cadre du Réveil protestant. Il s'adresse aux libres-penseurs en enseignant la religion dans le cadre de l'école de philosophie lancée par la "Société de civilisation".
Une très grande liberté religieuse règne à Paris depuis que la révolution de juillet 1830 a permis de faire table rase des mesures antiprotestantes du gouvernement de Charles X. En 1832, une épidémie de choléra frappe la capitale : la grande peur des habitants fait vendre 10 000 bibles en un mois ! Les années 1832 à 1835 sont marquées par plusieurs difficultés : nouvelle polémique avec un ecclésiastique catholique, l’abbé Guyon, de Versailles, relations difficiles entre la Société continentale et la Société évangélique de Paris, divisions dans les paroisses évangélisées par Pyt dues aux irvingiens qui ont, entre autres, recruté Pierre Méjanel.
Henri Pyt meurt le 21 juin 1835, dans sa quarantième année, sans doute d’épuisement,.

## Famille
Le 5 juin 1818, Henri Pyt épouse la Genevoise Jeanne (plus souvent appelée Jeannette) Bost (1792-1845), fille du chantre Jean-Pierre Bost animateur du cercle morave de Genève et l'un des instigateurs du Réveil, et sœur d’Ami Bost, Ils n’eurent pas d’enfants. Restée veuve à 42 ans, Jeannette Pyt rentra à Genève pour s’occuper de ses vieux parents, se consacrant entièrement à eux jusqu’à la mort de son père en 1843. Elle se retira ensuite à Neuchâtel, avec sa mère, auprès de sa sœur Amélie et de son beau-frère Louis Narbel. Elle meurt à 52 ans en 1845 à Neuchâtel.

## Particularités

### Description physique et morale
Le missionnaire Eugène Casalis (1812-1891), qui fut l'un de ses fils spirituels, a laissé ce portrait d’Henri Pyt dans ses souvenirs : « M. Pyt était de très haute taille et avait les épaules fort larges. Ces proportions athlétiques contrastaient étrangement avec une voix presque féminine, des yeux bleus singulièrement doux et une chevelure très blonde, nuance que je n'avais jusque-là remarquée que sur des têtes d'enfants. » Cet homme doux et énergique est également décrit par Eugène Casalis comme un accompagnateur spirituel d'une grande délicatesse — « (...) jamais homme ne sut mieux que M. Pyt respecter la liberté des âmes commises à ses soins ».

### Théologie
Sur le plan théologique, Robert Haldane est sans doute celui qui a la plus forte influence formatrice sur Henri Pyt, comme ce fut le cas pour Frédéric Monod, puisque ce sont les conférences prononcées par Haldane à Genève sur l’épître aux Romains qui font comprendre à Pyt l'importance du salut par la grâce, point qui restera la clé de voûte de son enseignement et de ses écrits. Sa théologie est donc fondamentalement calviniste. Par ailleurs comme Haldane, Henri Pyt est personnellement favorable au baptême des adultes, sans en faire un véritable casus belli théologique. Il a donc au cours de sa carrière baptisé des adultes comme des enfants. Vers la fin de sa vie, à la suite des réflexions de son épouse avec la paroisse de Nomain, il incline plutôt du côté baptiste, et fait jouer sa clause de conscience pour se retirer de sa charge pastorale de Bayonne et redevenir évangéliste
.

## Œuvres
On a conservé les deux ouvrages de controverse publiés par Henri Pyt au cours de sa carrière en réponse aux attaques de polémistes catholiques. Ils sont tous deux consultables en ligne :
- Henry Pyt, « Réponse à la seconde lettre de M. l'évêque de Bayonne, aux protestans d'Orthez : ou essai sur cette question : y a-t-il une Église infaillible à laquelle le chrétien doive soumettre sa foi, plutôt qu'à la Sainte Écriture? et sur quelques autres points disputés », Toulouse, 1826, 140 pages lire en ligne.
- Henri Pyt, Quelques mots à M. l'abbé Guyon, éditeur J.J. Risler, Paris, 1835, 48 pages. lire en ligne.

## Postérité
Le ministère d’Henri Pyt n’a duré que dix-sept ans mais il a eu un immense retentissement. Il est remarquable à la fois par l’étendue géographique de son champ d’action, du nord au sud-ouest, de la Suisse à l’Irlande, Paris, Versailles et le centre de la France, villes et campagnes, mais aussi par la force de son message, centré sur la misère de l’homme sans Dieu et la grâce du pardon en Jésus-Christ.
Il laisse plusieurs paroisses nouvelles ou très renforcées et plusieurs personnalités, telles qu'Eugène Casalis, qu'il a su gagner à la cause.